# Mark Indelicato
Mark Indelicato, född 16 juli 1994, är en amerikansk skådespelare av puertoricansk och italiensk härkomst. Indelicato är född och uppvuxen i Philadelphia och studerade där vid The Actors Center. Han debuterade vid åtta års ålder vid Walnut Street Theater i Philadelpia. Indelicato är kanske mest känd för sin roll som Justin Suarez i TV-serien Ugly Betty.